# 星野正宏
星野 正宏（ほしの まさひろ、1933年7月14日 - 2020年10月10日）は、日本の経営者。相模鉄道社長、会長を務めた。神奈川県出身。

## 経歴
1957年に早稲田大学政治経済学部を卒業し、同年に相模鉄道に入社。1984年6月に取締役に就任し、1991年6月に常務を経て、1993年6月には専務に就任し、1995年1月に社長に昇格。2001年1月に会長に就任し、2007年6月から相談役を務めた。横浜銀行監査役も務めた。
2003年11月に旭日重光章を受章。。
2020年10月10日老衰のために死去。87歳没。